# Голядин
Голя́дин — село в Україні, у Шацькій селищній територіальній громаді Ковельського району Волинської області.
Населення становить 339 осіб. Орган місцевого самоврядування — Шацька селищна рада.

## Історія
У 1906 році село Шацької волості Володимир-Волинського повіту Волинської губернії. Відстань від повітового міста 78 верст, від волості 13. Дворів 55, мешканців 391.
12 червня 2020 року, відповідно до розпорядження Кабінету Міністрів України № 708-р «Про визначення адміністративних центрів та затвердження територій територіальних громад Волинської області», увійшло до складу Шацької селищної територіальної громади.
19 липня 2020 року, в результаті адміністративно-територіальної реформи та ліквідації Шацького району, село увійшло до новоутвореного Ковельського району.

## Населення
Згідно з переписом УРСР 1989 року чисельність наявного населення села становила 328 осіб, з яких 159 чоловіків та 169 жінок.
За переписом населення України 2001 року в селі мешкало 337 осіб.

### Мова
Розподіл населення за рідною мовою за даними перепису 2001 року:
| Мова       | Відсоток |
| ---------- | -------- |
| українська | 98,82 %  |
| російська  | 1,18 %   |

## Релігія
У 1923 р. у селі Голядин збудовано каплицю, котра не збереглася. У 1990-1992 рр. споруджено невелику муровану церкву святого Георгія Побідоносця. 3 березня 2019 року парафіяни вирішили приєднатися до ПЦУ.